# Jaï-alaï de Pau
Le jaï-alaï de Pau est un complexe destiné à la pratique de la pelote basque situé sur le territoire de la ville de Pau.  Le jaï-alaï est situé à proximité immédiate du Cami-Salié, de l'hippodrome du Pont-Long, du Zénith et du Palais des sports. 
Enfin, ce complexe est le seul de France à proposer une unité de lieu pour la pratique des 23 spécialités de pelote basque, avec un trinquet, un jaï alaï et un mur à gauche, dotés de tribunes d’une capacité de plus de 2000 places. Enfin, un fronton place libre est situé en extérieur.
Inauguré en 2006, le jaï-alaï de Pau se fait connaitre mondialement auprès des aficionados de pelote basque en accueillant en 2010 les  16e championnats du monde de pelote basque,.

## Histoire
Historiquement, les Béarnais ont considéré que le jeu de paume, ancêtre du tennis moderne et de la pelote basque, était le véritable jeu national en Béarn. Selon la légende, c'est à Pau que le roi Henri IV avait acquis un goût si prononcé pour le jeu de paume qu’il continua toujours à y jouer lorsqu'il devint roi de France ; sans doute la raison pour laquelle la pelote basque est toujours si populaire en Béarn.
Le jeu était pratiqué à la Haute-Plante, actuelle Place de Verdun. Des jeux de paume de jardin ou lawn-tennis s’installèrent ensuite à la plaine de Billère et sur les pelouses des luxueuses villas qui environnent la ville. En 1887, un groupe d’amateurs et de commerçants fait construire une salle semblable à celle de la terrasse des Feuillants dans le jardin des Tuileries.
Ce bâtiment historique est achevé en 1889, avec un plan identique au jeu de paume des Tuileries et une tribune pour le public comme dans les trinquets de pelote basque.
La présence de la pelote basque est attestée à Pau dès les années 1890, et le premier fronton fut construit à la Haute-Plante, près de la caserne Bernadotte. Vers 1900, un autre fronton fut érigé dans l’enceinte des arènes en bois détruites dans les années 1920. Au lendemain de la Première Guerre mondiale, en 1919, se constitue la première société de pelote nommée « Fronton Club Palois ».

### Stadium de la Gare
Le club de la Section paloise omnisports absorba le Fronton Club en 1923 et construisit le stadium de la Gare. C’est véritablement à partir de ce moment-là que la pelote à Pau commence à se structurer avec ses présidents et dirigeants tels Anthony et  Ernest Gabard. La Fédération française de pelote basque voit le jour en 1921.
Les disciplines pratiquées  en premier furent la main nue et le grand chistera. En 1931, le yokogarbi ou joko-garbi (petit chistera) et la pala sont également pratiqués. Dans les années 1950, le rebot et la paleta complétèrent les disciplines.
À partir de 1934, la Section paloise participe aux compétitions trinquet.  
Les spécialités en mur à gauche apparaissent à la fin des années 1970 et dès 1980, des féminines représentent la Section paloise dans les championnats.
Le palmarès de la Section paloise omnisports est riche en titres et trophées dans toutes les disciplines et toutes les catégories d’âge. Nombre de joueurs prestigieux y furent formés.

### Construction du jaï-alaï
La destruction du stadium de la Gare et la construction du jaï-alaï du Cami Salié en 2006, permit de donner une autre dimension à ce sport.
Le site comprend également un bar, un restaurant et reçoit tout au long de l’année plusieurs événements sportifs, des scolaires et de nombreuses associations.
La Section paloise pelote, principal utilisateur, intervient dans les domaines de l’éducation, de la formation, de l’animation, de la démonstration, de la compétition ainsi que dans l’organisation de grands événements.

### Évolution
Aujourd'hui, le jaï-alaï du Cami Salié est devenu un complexe omnisports. Le complexe de pelote est homologué depuis 2012 pour accueillir d'autres activités et manifestations : badminton, escrime, judo, karaté, boxe, danse, tennis de table, jeux sur tables (cartes et échec). 
D'autres associations proposent des animations tout au long de l'année.

## Gestion
Depuis le 1er juillet 2017, la gestion du complexe de pelote est confié à un délégataire.